# Elecciones a la Asamblea de Madrid de 1991
Las elecciones a la Asamblea de Madrid de 1991 se celebraron el domingo 26 de mayo, convocadas por decreto dispuesto el 1 de abril de 1991 y publicado en el Boletín Oficial de la Comunidad de Madrid el 2 de abril. Se eligieron los 101 diputados de la iii legislatura de la Asamblea de Madrid, mediante un sistema proporcional (método d'Hondt), con listas cerradas y un umbral electoral del 5 %.
Por primera vez en la historia de Madrid, el Partido Popular ganó las elecciones en la región. Sin embargo, Joaquín Leguina pudo retener la presidencia de la Comunidad de Madrid gracias a un pacto de Gobierno del PSOE con IU.

## Resultados
Como resultado de la votación la candidatura del Partido Popular (PP) obtuvo 47 escaños, la del Partido Socialista Obrero Español (PSOE) 41 y la de Izquierda Unida (IU) 13. Los resultados completos se detallan a continuación:
| Candidatura                                       | Candidatura                                       | Votos     | %                               | Escaños                         | +/-                             |
| ------------------------------------------------- | ------------------------------------------------- | --------- | ------------------------------- | ------------------------------- | ------------------------------- |
|                                                   | Partido Popular (PP)                              | 956 865   | 43,23                           | 47                              | +15                             |
|                                                   | Partido Socialista Obrero Español (PSOE)          | 820 510   | 37,07                           | 41                              | +1                              |
|                                                   | Izquierda Unida (IU)                              | 270 558   | 12,22                           | 13                              | +6                              |
| Centro Democrático y Social (CDS)                 | Centro Democrático y Social (CDS)                 | 75 081    | 3,39                            | 0                               | -17                             |
| Los Verdes (LV)                                   | Los Verdes (LV)                                   | 35 095    | 1,59                            | 0                               |                                 |
| Los Ecologistas (LE)                              | Los Ecologistas (LE)                              | 12 897    | 0,58                            | 0                               |                                 |
| Unión Verde (UVE)                                 | Unión Verde (UVE)                                 | 8903      | 0,40                            | 0                               |                                 |
| Partido Regional Independiente Madrileño (PRIM)   | Partido Regional Independiente Madrileño (PRIM)   | 7883      | 0,36                            | 0                               |                                 |
| Partido Socialista de los Trabajadores (PST)      | Partido Socialista de los Trabajadores (PST)      | 7736      | 0,35                            | 0                               |                                 |
| Partido de Madrid (PAM)                           | Partido de Madrid (PAM)                           | 4382      | 0,20                            | 0                               |                                 |
| Convergencia de Candidaturas Independientes (CCI) | Convergencia de Candidaturas Independientes (CCI) | 2248      | 0,10                            | 0                               |                                 |
| Partido Obrero Revolucionario de España (PORE)    | Partido Obrero Revolucionario de España (PORE)    | 2187      | 0,10                            | 0                               |                                 |
| Agrupación Independiente de Aranjuez (AIDA)       | Agrupación Independiente de Aranjuez (AIDA)       | 1899      | 0,09                            | 0                               |                                 |
| Alianza por la República (AR)                     | Alianza por la República (AR)                     | 1891      | 0,09                            | 0                               |                                 |
| Coalición Plataforma de Izquierda (PI)            | Coalición Plataforma de Izquierda (PI)            | 1847      | 0,08                            | 0                               |                                 |
| Acción Republicana Unida (ARU)                    | Acción Republicana Unida (ARU)                    | 1346      | 0,06                            | 0                               |                                 |
| Unión Centrista Madrileña (PDE)                   | Unión Centrista Madrileña (PDE)                   | 1329      | 0,06                            | 0                               |                                 |
| Integración Generacional (IG)                     | Integración Generacional (IG)                     | 815       | 0,04                            | 0                               |                                 |
| Votos en blanco                                   | Votos en blanco                                   | 28 872    | 1,41                            | n/a                             | n/a                             |
| Votos válidos                                     | Votos válidos                                     | 2 896 177 | 100,00                          | 101                             | n/a                             |
| Votos nulos                                       | Votos nulos                                       | 9269      | Participación: \| \| 58,67 % \| | Participación: \| \| 58,67 % \| | Participación: \| \| 58,67 % \| |
| Votantes                                          | Votantes                                          | 2 251 613 | Participación: \| \| 58,67 % \| | Participación: \| \| 58,67 % \| | Participación: \| \| 58,67 % \| |
| Electores                                         | Electores                                         | 3 837 680 | Participación: \| \| 58,67 % \| | Participación: \| \| 58,67 % \| | Participación: \| \| 58,67 % \| |
|                                                   | 58,67 %                                           |           |                                 |                                 |                                 |

## Diputados electos
Relación de diputados electos:
| N.º | Nombre                                    | Lista | Lista |
| --- | ----------------------------------------- | ----- | ----- |
| 1   | Alberto Ruiz-Gallardón Jiménez            |       | PP    |
| 2   | Joaquín Leguina Herrán                    |       | PSOE  |
| 3   | Luis Eduardo Cortés Muñoz                 |       | PP    |
| 4   | José Teófilo Serrano Beltrán              |       | PSOE  |
| 5   | Antonio Germán Beteta Barreda             |       | PP    |
| 6   | Ramón Espinar Gallego                     |       | PSOE  |
| 7   | Isabel Vilallonga Elviro                  |       | IU    |
| 8   | Juan Van-Halen Acedo                      |       | PP    |
| 9   | Francisco Cabaco López                    |       | PSOE  |
| 10  | Pedro Núñez Morgades                      |       | PP    |
| 11  | Marcos Sanz Agüero                        |       | PSOE  |
| 12  | Jesús Pedroche Nieto                      |       | PP    |
| 13  | Jaime Lissavetzky Díez                    |       | PSOE  |
| 14  | Carmen Álvarez-Arenas Cisneros            |       | PP    |
| 15  | Luis Alonso Novo                          |       | IU    |
| 16  | Pío García Escudero                       |       | PP    |
| 17  | Agapito Ramos Cuenca                      |       | PSOE  |
| 18  | Bonifacio de Santiago Prieto              |       | PP    |
| 19  | Pilar Fernández Rodríguez                 |       | PSOE  |
| 20  | José López López                          |       | PP    |
| 21  | José Luis Fernández Rioja                 |       | PSOE  |
| 22  | María Teresa Martínez Pardo               |       | IU    |
| 23  | José Martín-Crespo Díaz                   |       | PP    |
| 24  | Juan Antonio Barrio de Penagos            |       | PSOE  |
| 25  | Francisco Javier Rodríguez Rodríguez      |       | PP    |
| 26  | Dolores García-Hierro Caraballo           |       | PSOE  |
| 27  | Ana Mato Adrover                          |       | PP    |
| 28  | Felisa Romero Verdugo                     |       | PSOE  |
| 29  | Pedro Argüelles Salaverría                |       | PP    |
| 30  | Pedro Díez Olazábal                       |       | IU    |
| 31  | María Teresa García-Sisó Pardo            |       | PP    |
| 32  | Francisca Sauquillo Pérez del Arco        |       | PSOE  |
| 33  | Luis Manuel Partida Brunete               |       | PP    |
| 34  | Fernando Abad Bécquer                     |       | PSOE  |
| 35  | Julio Pacheco Benito                      |       | PP    |
| 36  | Alejandro Lucas Fernández Martín          |       | PSOE  |
| 37  | José Antonio Moral Santín                 |       | IU    |
| 38  | Ismael Bardisa Jordá                      |       | PP    |
| 39  | Javier Ledesma Bartret                    |       | PSOE  |
| 40  | Laura de Esteban Martín                   |       | PP    |
| 41  | Juan Antonio Ruiz Castillo                |       | PSOE  |
| 42  | José María de Federico y Corral           |       | PP    |
| 43  | Juan Sánchez Fernández                    |       | PSOE  |
| 44  | Cándida O'Shea Suárez-Inclán              |       | PP    |
| 45  | María Teresa Nevado Bueno                 |       | IU    |
| 46  | Fernando Utande Martínez                  |       | PP    |
| 47  | Adolfo Piñedo Simal                       |       | PSOE  |
| 48  | Jesús Adriano Valverde Bocanegra          |       | PP    |
| 49  | José Ramón García Menéndez                |       | PSOE  |
| 50  | José Antonio Bermúdez de Castro Fernández |       | PP    |
| 51  | Ángel Luis del Castillo Gordo             |       | PSOE  |
| 52  | Salvador Torrecilla Montal                |       | IU    |
| 53  | María Teresa de Lara Carbó                |       | PP    |
| 54  | Eduardo García Fernández                  |       | PSOE  |
| 55  | Tomás Burgos Beteta                       |       | PP    |
| 56  | Jesús Santisteban Sáez                    |       | PSOE  |
| 57  | Manuel Cobo Vega                          |       | PP    |
| 58  | Pablo Luis Corbalán Marlasca              |       | PSOE  |
| 59  | Juan Soler-Espiauba Gallo                 |       | PP    |
| 60  | Adolfo de Luxán Meléndez                  |       | IU    |
| 61  | Pedro Calvo Poch                          |       | PP    |
| 62  | Carmen Ferrero Torres                     |       | PSOE  |
| 63  | Ignacio del Río García de Sola            |       | PP    |
| 64  | Juan Manuel Corvo González                |       | PSOE  |
| 65  | Fermín Lucas Giménez                      |       | PP    |
| 66  | José Luis García Alonso                   |       | PSOE  |
| 67  | Francisco Javier Doz Orrit                |       | IU    |
| 68  | Manuel José Rodríguez González            |       | PP    |
| 69  | Timoteo Mayoral Marqués                   |       | PSOE  |
| 70  | Blanca Nieves de la Cierva y de Hoces     |       | PP    |
| 71  | Eulalia García Sánchez                    |       | PSOE  |
| 72  | Eduardo Duque Fernández de Pinedo         |       | PP    |
| 73  | Berta Labarga Bustos                      |       | PSOE  |
| 74  | José Luis Álvarez de Francisco            |       | PP    |
| 75  | Jaime Ramón Ruiz Reig                     |       | IU    |
| 76  | Paloma Fernández-Fontecha Torres          |       | PP    |
| 77  | Manuel Jesús Casero Nuño                  |       | PSOE  |
| 78  | José María de la Torre y Montoro          |       | PP    |
| 79  | Hilario Correa Rodríguez                  |       | PSOE  |
| 80  | Roberto Sanz Pinacho                      |       | PP    |
| 81  | José Antonio Saínz García                 |       | PSOE  |
| 82  | Juan Antonio Candil Martín                |       | IU    |
| 83  | Pilar Busó Borús                          |       | PP    |
| 84  | Elvira Domingo Ortiz                      |       | PSOE  |
| 85  | Tomás Casado González                     |       | PP    |
| 86  | Jesús Pérez González                      |       | PSOE  |
| 87  | José Luis Moreno Casas                    |       | PP    |
| 88  | Máximo Alonso Arranz                      |       | PSOE  |
| 89  | Guillermo Jiménez Ramos                   |       | PP    |
| 90  | Adolfo Gilaberte Fernández                |       | IU    |
| 91  | Carmen Torralba González                  |       | PP    |
| 92  | Matías Castejón Núñez                     |       | PSOE  |
| 93  | Salvador Cardenete Ros                    |       | PP    |
| 94  | Valentín Gómez García                     |       | PSOE  |
| 95  | Alberto López Viejo                       |       | PP    |
| 96  | Rafael de Lorenzo García                  |       | PSOE  |
| 97  | Asunción López Blanco                     |       | IU    |
| 98  | Cristina Cifuentes Cuencas                |       | PP    |
| 99  | María Serrano Fernández                   |       | PSOE  |
| 100 | José Luis Navarro Coronado                |       | PP    |
| 101 | Alfonso Sacristán Alonso                  |       | PSOE  |

## Investidura del Presidente de la Comunidad de Madrid
| Candidato                  | Fecha                                                    | Voto       |    |    |    | Total  |
| -------------------------- | -------------------------------------------------------- | ---------- | -- | -- | -- | ------ |
| Joaquín Leguina (PSM-PSOE) | 11 de julio de 1991 Mayoría requerida: Absoluta (51/101) | Sí         |    | 41 | 13 | 54/101 |
| Joaquín Leguina (PSM-PSOE) | 11 de julio de 1991 Mayoría requerida: Absoluta (51/101) | No         | 47 |    |    | 47/101 |
| Joaquín Leguina (PSM-PSOE) | 11 de julio de 1991 Mayoría requerida: Absoluta (51/101) | Abstención |    |    |    | 0/101  |